# Vesthovde-higasi Iwa
Vesthovde-higasi Iwa är en kulle i Antarktis. Den ligger i Östantarktis. Norge gör anspråk på området. Toppen på Vesthovde-higasi Iwa är 4 meter över havet.
Terrängen runt Vesthovde-higasi Iwa är varierad. Havet är nära Vesthovde-higasi Iwa norrut. Trakten är obefolkad. Det finns inga samhällen i närheten. 